# Carsten Kudsk
Carsten Bredtved Kudsk (født 2. maj 1971) er en dansk politiker, som i flere omgange har været midlertidig stedfortræder i Folketinget for både Alex Ahrendtsen, Pernille Bendixen og senest Jens Henrik Thulesen Dahl som repræsentant for Dansk Folkeparti i Fyns Storkreds, i løbet af Thulesen Dahls deltagelse ved FNs generalforsamling i New York i 2019.
Kudsk var 1. viceborgmester og formand for ældreudvalget i Nyborg Kommunes byråd 2018-2021. I januar 2021 forlod han Dansk Folkeparti og tilsluttede sig i stedet udbryderpartiet De Lokalnationale. Ved kommunalvalget 2021 stillede han op for listen Vi Lokale Demokrater som ikke opnåede valg til byrådet.
I maj 2024 meldte Kudsk sig ind i Nye Borgerlige. Han meddelte i december samme år at han agtede at stille op til formandsposten mod Martin Henriksen ved partiets årsmøde i 2025.